# Spodnje Danje
Spodnje Danje – wieś w Słowenii, w gminie Železniki. W 2018 roku liczyła 54 mieszkańców.